# Důl Františka (Padochov)
Důl Františka v Padochově byl černouhelný hlubinný důl v Rosicko-oslavanském revíru v Jihomoravském kraji, který byl provozován od roku 1848 do roku 1991.

## Historie
Důl Františka byl zaražen roku 1848 společností Těžířstvo Františka (Franciska Zeche Gewerkschacht). V této společnosti měli podíly brněnský podnikatel Ferdinand Löhner, Adolf a Františka Petrziczkovi a bratři Kleinové, majitelé železáren v Sobotíně.  V roce 1865 přešel majetek společnosti Těžířstvo Františka fúzí do majetku Těžířstva rytíř Herring a spol. Od roku 1870 přešel pod společnost Rosická báňská společnost (Rossitzer Bergbaugesellschaft) a v roce 1935 byl v majetku Rosické báňské společnosti Láska boží, a.s. ve Zbýšově. Majetek této společnosti byl v roce 1945 znárodněn a v roce 1946 byl převeden pod národní podnik Rosické uhelné doly. Důl Františka byl začleněn pod Důl Kukla (později Václav Nosek) jako pomocný důl. Dne 1. října 1991 byl zahájen útlum těžby uhlí – projekt Likvidace dolů Zbýšov. Dne 20. prosince 1991 přijel na oslavanskou elektrárnu poslední vůz ze Zbýšova. V rámci útlumu těžby byla jáma Františka prvním likvidovaným důlním dílem v revíru.

### Výstavba dolu

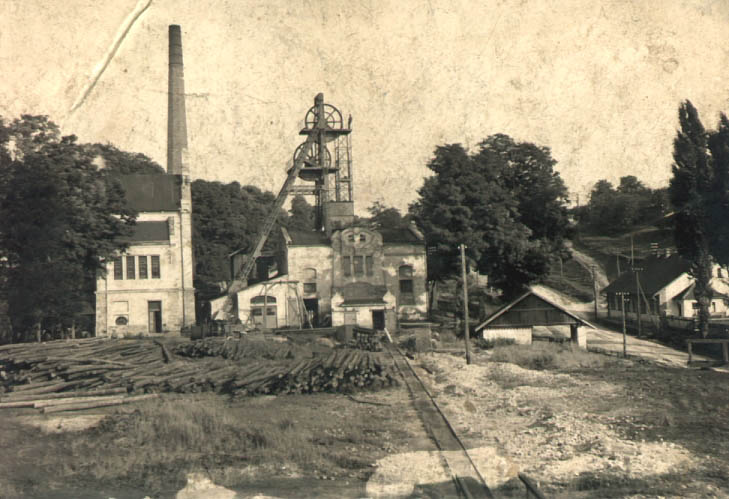
Důl Františka v Padochově po rekonstrukci v roce 1904. Postavena byla nová strojovna, těžní budova a těžní věž anglického typu.

Nad jámou Františka byla postavena dřevěná těžní věž spojená s kotelnou a strojovnou. Instalován byl parní těžní stroj bubnový, těžní klece byly jednoetážové pro jeden vůz. Jáma měla obdélníkový průřez a dřevěnou výztuž.
Založení jámy Františka provázely problémy jak geologické, tak spory o důlní pole. Po výměně uhelných polí a polí na železo a vyměřením demarkačních čar byly spory s Müllerovým těžířstvem na čas ukončeny. Z hlediska hornicko-geologických podmínek to byly velké přítoky důlních vod a zatápění dolu, ale zejména plynodajnost hlavní sloje. Těžířstvo Františka v prvopočátku řešilo větrání přes sousední důlní díla Müllerova těžířstva. Po výbuchu metanu v roce 1857, kdy na jámě Františka zahynuli 4 havíři, jim toto už nebylo umožněno. Na naléhání báňského hejtmanství byl pro zlepšení větrání v letech 1858–1860 proveden vrt – Vrtná jáma (Bohrlochschacht, Borloch) – o hloubce 95,5 m a průměru 1,0 m. Vyztužena byla železnými rourami o průměru 96 cm. To však nestačilo. Po výbuchu metanu v roce 1860, kdy zahynulo 53 havířů, bylo přistoupeno v srpnu 1861 k hloubení Nové jámy (pozdější důl Kukla) na konci dobývacího pole dolu Františka na kopci u vrchnostenského lesa Berg Kukla. V roce 1865 byla dokončena výdušná jáma Bohrloch. Nad jámou byla postavena jámová budova s lampovnou a cechovnou. Jáma byla využívána jako výdušná a k nouzovému fárání mužstva. V noci z 17. na 18. ledna 1872 vypukl velký požár v těžní budově jámy Františka. Požár se šířil velkou rychlostí, takže jáma nemohla být uzavřena. Hořela kotelna, těžní budova, pyramidální dřevěná těžní věž, ze které lanovnice a lana s trámy napadaly do jámy. Rozbořena byla také čerpací stanice a vodní čerpací zařízení, následkem toho došlo k zatopení dolu. Těžba dolu byla obnovena v červnu 1872. Výdřeva jámy byla natolik poškozena, že jáma byla rekonstruována do hloubky 80 sáhů (152 m).
V roce 1895 byla postavena lanová dráha mezi dolem Františka a novou třídírnou dolu Simson ve Zbýšově, kam byla dopravována část vytěženého uhlí k úpravě a nakládání. Lanová dráha byla 1800 m dlouhá a měla dřevěné sloupy.

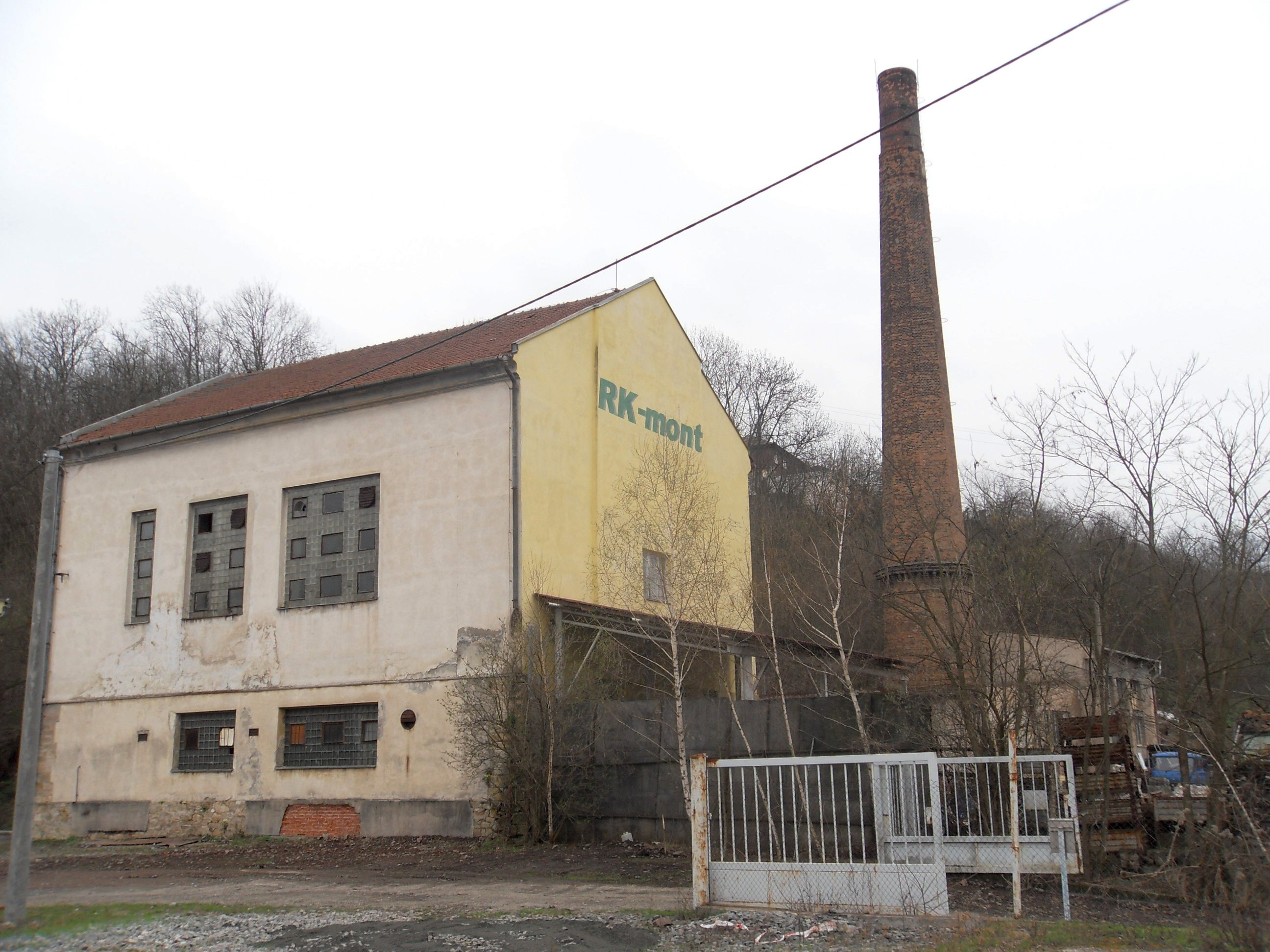
Bývalý důl Františka v Padochově

V letech 1903–1904 byla dosud dřevěná těžní věž nahrazená novou železnou konstrukcí těžní věže anglického typu (tzv. Tomsonův kozlík) vysokou 25,6 m. Byla postavena nová jámová budova a nová budova strojovny pro parní stroj. Těžní jáma byla prohloubena, její profil byl změněn na soudkový s cihelnou výztuží. Hloubka jámy byla 336 m. V roce 1905 byl instalován kompresor a nový parní stroj vyrobený První brněnskou strojírnou. Průměr těžních bubnů byl 4 000 mm, šířka 750 mm, průměr parních válců 650 mm, zdvih 1 200 mm, ventilový rozvod Kraft-Lenz, rychlost těžení 11 m/s. Klece byly dvouetážové pro jeden vůz na etáži. Kotelna měla výhřevnou plochu 434 m². Tlak páry byl 0,8 MPa.
V roce 1914 byl důl spojen dopravní lanovkou (visutá Bleichertova lanová dráha) s dolem Kukla v Oslavanech.
Po dokončení modernizace dolu Kukla se stala jáma Františka jámou větrní. Uhlí se těžilo jen v případě vyšší potřeby těžby uhlí pro elektrárnu Oslavany. K jámové budově byla přistavěna strojovna ventilátorů a instalován elektrický ventilátor typu Cappel, vyrobený ve Vítkovických železárnách v roce 1914, s výkonem 1800 m³/min. a motorem o výkonu 73,5 kW/500 V. V roce 1928 byla provedena rekonstrukce parního těžního stroje na elektrický s výkonem 130 kW/500 V, rychlosti těžení 6 m/s a jízdou mužstva 4 m/s. V roce 1955 byl instalován nový ventilátor SCHICHT 1 250, vyrobený závodem Janka Radotín v roce 1953, o výkonu 1600 m³/min. a elektrickým motorem o výkonu 130 kW/500 V.
Po rozhodnutí vybudovat centrální důl Jindřich II ve Zbýšově byla v roce 1964 zahájena rekonstrukce jámy. Jáma byla prohloubena, zrekonstruovány byly i povrchové objekty pro splnění parametrů větrání z hloubek až 1500 metrů pro jámu Jindřich II. Byla postavená železobetonová těžní věž v celkové výšce 38,61 m a do výše 32,10 m byl v roce 1965 instalován bubnový těžní stroj Koepe (2K 2505), vyrobený v ČKD, o výkonu 350 kW/3000 V. Těžní klece byly dvouetážové pro jeden vůz na etáž, těžební rychlost 8,6 m/s a rychlost jízdy s mužstvem 3 m/s. Byla vybudována nová jámová budova s automatickým oběhem vozů. Vedle původní strojovny těžního stroje byla postavena nová strojovna ventilátorů, kde byly instalovány dva axiální ventilátory vyrobeny ZVVZ Milevsko o výkonu 4000 m³/min. Na 1. a 2. patře byly čerpací stanice důlní vody, 2. patro bylo plně automatizováno. Z nižších pater vody byly odváděny na důl Jindřich II.
V roce 1973 byla na důl Františka přesunuta jednotka Československé lidové armády (VÚ 8878 Brno, dislokace Padochov, ženijní strojní rota). Zbudovali cvičiště v místě bývalého sokolského cvičiště a malou haldu u dolu upravili na plochu k parkování vojenské techniky.
V letech 1980–1982 byla rekonstruována strojovna ventilátorů. Byl instalovány dva ventilátory typu ARA-2 z ZVVZ Milevsko o výkonu 3000 m³/min. a výkonu elektrického motoru 500 kW/6000 V. Oběžná kola ventilátorů o větším výkonu (typ NKL) byla nahrazena v roce 1987.

### Zánik dolu
Po demontáži těžní klece bylo 16. prosince 1991 se započalo se zásypem jámy. Dne 11. ledna 1992 byl zásyp jámy ukončen, bylo použito 10 800 m³ hlušiny z odvalu na Kukle. Dne 27. května 1992 byla jáma uzavřena železobetonovým poklopem. Po poklesu zásypu o 80 m byla v roce 1995 jáma dosypána. Skelet těžní věže byl zbourán odstřelem 31. prosince 1997. Maximální dopravní hloubka činila 861,15 m.

### Současnost
V areálu bývalého dolu Františka, na bývalém vojenském cvičišti se nachází od roku 1995 továrna a sídlo firmy DÜRR Ecoclean (dříve AGULLO Czechia), v dalších prostorách areálu Pivovar Padochov, RK-mont a další soukromé firmy.

## Údaje o dole Františka
| Název                      | Funkce        | Založení | Hloubka [m] | Těžba     | Ukončení          | Poznámka                               | Zdroj       |
| -------------------------- | ------------- | -------- | ----------- | --------- | ----------------- | -------------------------------------- | ----------- |
| Františka                  | těžní, větrní | 1848     | 875,1       | 1848–1969 | 1991              | těžba jámou do 1914                    | [ 8 ]       |
| Vrtná jáma (Bohrohschacht) | vrtná, větrní | 1858     | 95,8        |           | konec 19. století | Bohrloch, v konečné fázi 248 m hluboká | [ 8 ] [ 6 ] |

### Profil jámy Františka
| Vzdálenost [m]    | 0–336        | 336–549       | 549–695  | 695–777     | 777–875      |
| Patro             | povrch až 3. | 3. až 7.      | 7. až 9. | 9. až 10.   | 10. až 11.   |
| Profil/průměr [m] | soudkovitý   | kruhový / 3,6 | soudkový | kruhový / 4 | kruhový / 4  |
| Výztuž            | cihelná      | cihelná       | cihelná  | cihelná     | dusaný beton |
| Zdroj             |              |               |          |             |              |

### Lanové dráhy
| Lanová dráha               | Délka [m] | Vznik | Ukončení provozu | Likvidace | Výrobce                         | Zdroj |
| -------------------------- | --------- | ----- | ---------------- | --------- | ------------------------------- | ----- |
| důl Františka – důl Simson | 1800      | 1895  | 1914             | asi 1914  | dřevěné sloupy                  | [ 9 ] |
| důl Františka – důl Kukla  | 1200      | 1914  | asi 1930         | 1962      | Adolf Bleichert a spol., Lipsko | [ 9 ] |

### Přehled důlních neštěstí
| Datum                                                      | SÚ | JÚ | Σ  | Poznámka       | Zdroj |
| ---------------------------------------------------------- | -- | -- | -- | -------------- | ----- |
| 17. 12. 1857                                               | 4  |    | 4  | exploze metanu | [ 1 ] |
| 8. 6. 1860                                                 | 53 | 6  | 59 | exploze metanu | [ 1 ] |
| 11. 1. 1864                                                | 4  | 1  | 5  | zával          | [ 1 ] |
| z 17. na 18. 1. 1872                                       | ?  |    | ?  | požár          | [ 1 ] |
| Vysvětlivky: SÚ = smrtelný úraz, JÚ = jiný úraz Σ = Celkem |    |    |    |                | [ 1 ] |

V roce 1860 došlo na dole Františka k největšímu důlnímu neštěstí v rosicko-oslavanském revíru. Dobývalo se v hlavní (I.) sloji o mocnosti kolem dvou metrů, v úklonu 30 stupňů severně. Na ranní směně sfárali dle šichtovní knihy: revírník, dva nadkopní a jeden praktikant, dvacet šest havířů (starších a mladších kopáčů), dvacet čtyři běháči, jeden zedník a dva narážeči. Došlo k výbuchu důlních plynů (metanu) a uhelného prachu. Zahynulo 53 horníků, pomník zahynulých je na oslavanském hřbitově.

### Ubytování
Kolem roku 1900 byla ze staré pily zřízená noclehárna. V roce 1910 byla na dole zřízená koupelna se sprchami. K bydlení byla v šedesátých létech 19. století postavena Dolní a Horní kolonie. Po druhé světové válce byla postavena kolonie dvoupodlažních tzv. finských domků, kterým se říkalo dřevákov.

### Ostatní
- 1943 – zřízení učňovské školy
- 1948 – škola změněna na internát
- Cihlový polygonální komín výška 39 m[10] z roku 1872 byl navržen za kulturní památku.[3]